# Zot van Vlaanderen
Zot van Vlaanderen was een spelprogramma dat werd uitgezonden op VTM. Het programma werd gepresenteerd door Rani De Coninck en was gebaseerd op het succesvolle Ik hou van Holland van de Nederlandse televisiezender RTL 4(vanaf 2019 SBS6). Het eerste en tweede seizoen werden uitgezonden op zaterdagavond; het derde op vrijdagavond.

## Inhoud
Iedere aflevering namen twee teams van bekende Vlamingen het tegen elkaar op in een quiz die draaide om hun kennis over Vlaanderen en, bij uitbreiding, België. De teams werden geleid door de broers Staf en Mathias Coppens. In het eerste seizoen bestond elk team uit een twintiger, dertiger en veertigplusser. In het derde seizoen bestond er een specifieke band tussen de teamleden (bijvoorbeeld acteurs uit dezelfde soap). Als een team won, dan kreeg het team zelf en het publiek dat bij het team hoorde een prijs (vaak een toestel van het merk Princess of een gezelschapsspel van Zot van Vlaanderen).
De muziek werd verzorgd door de Zot van Vlaanderenband onder leiding van Hans Franken. Raf Van Brussel was een van de zangers in de band, naast zangeressen Jana De Valck en Billie Bentein.
De titelsong van het programma was Vlaanderen boven van Raymond van het Groenewoud.

## Rondes
De belangrijkste rondes waren:

### Vanaf seizoen 1
- Tv-vragen: hierbij wordt een tv-fragment getoond, waarna een bijbehorende vraag wordt gesteld. 2 kandidaten nemen het tegen elkaar op en moeten afdrukken wanneer zij het antwoord denken te weten.
- Rebus: hierbij wordt een rebus getoond die de titel van een liedje uitdrukt. Als afgedrukt wordt, dan moet die persoon zowel de titel als de artiest van het betreffende nummer noemen.
- Melodie: De teams moeten een lied van Vlaamse makelij raden aan de hand van de melodie, die gespeeld wordt door de band.
- Vertaling: hierbij wordt de tekst van een niet-Nederlandstalig lied (wel van een Vlaamse of Belgische artiest) vertaald naar het Nederlands en voorgelezen door Rani De Coninck. Aan de hand van de vertaalde tekst moet het lied worden geraden.
- Spellingsronde: hierbij moeten de kandidaten van een team elk een woord spellen. In seizoen 1 moesten ze behalve individueel ook als groep een woord spellen (door om beurt een letter te zeggen). Vanaf seizoen 2 werd dit gedeelte aangepast: elk team moet proberen binnen 1 minuut een zo lang mogelijk woord (de woordslang) samen te stellen door om beurten een letter op te noemen. De eerste letter wordt gegeven. Vlaams taaladviseur Stefaan Croon controleert achteraf in hoeverre het woord telt (bijvoorbeeld; als het team "dysleksie" spelde, telt alleen het deel "dysle").
- Roddelen: Het oudste lid van een team vertelt, vanaf een papiertje, een roddel met daarin 10 trefwoorden aan het volgende teamlid. Die vertelt het zonder hulpmiddelen door aan de volgende, en die weer aan de volgende tot uiteindelijk de teamcaptain het gehoord heeft. De teamcaptain mag dan de roddel aan Rani vertellen waarbij wordt gekeken hoeveel van de 10 trefwoorden nog in het verhaal voorkomen.
- Lijstjesronde: beide teams wordt gevraagd zo veel mogelijk zaken horend bij een onderwerp of thema op te noemen binnen de minuut. Het team dat de meeste denkt op te kunnen noemen mag de ronde spelen. De teams kunnen elkaar overbieden met het aantal antwoorden dat ze denken te weten, waardoor het mogelijk is dat hetzelfde team twee keer aan de beurt is en het andere team niet. Faalt het team het door hen gestelde aantal antwoorden te geven, dan gaan de punten naar het andere team.
- Finale: in de finale worden 4 vragen gesteld waarop met een getal (bijvoorbeeld een procent) geantwoord moet worden. Het tweede team mag zeggen of het getal volgens hen hoger of lager moet zijn. De captain van het team dat scoort, mag aan een rad draaien. Op het rad staan verschillende hoeveelheden punten. Omdat er ook hoge getallen op staan zoals 25 en 50, en bij de laatste vraag 100, kan een team een grote achterstand toch nog goed maken.

### Seizoen 2
Deze rondes waren nieuw in seizoen 2:
- Meneer Chong Ho Kwan: hierbij probeert een Chinese man die geen Nederlands spreekt een nummer te zingen, waarbij beide teams moeten raden welk lied hij zingt.
- Raad de BV: De teamcaptains krijgen kaartjes met daarop de namen van bekende Vlamingen. Ze moeten hun team met aanwijzingen duidelijk maken welke Vlamingen dit zijn zonder (delen van) de naam te noemen.
- Het knetterend kampvuur(in Nederland bekend als het Verjaardagsspel): alle teamleden en de captains zitten rond een kampvuur(in Nederland zitten ze rond een tafel op een met slingers versierd podium). Rani stelt vragen en er wordt een (confetti)tijdbom doorgegeven. Degene die de bom vasthoudt, moet vragen beantwoorden, en mag de bom pas doorgeven aan zijn/haar buurman als een vraag goed beantwoord wordt. Na drie minuten ontploft de bom. Het team dat de bom op dat moment niet vasthoudt, wint alle door hen gescoorde punten in die ronde.

### Seizoen 3
Deze rondes waren nieuw in seizoen 3:
- Het interview(in Nederland bekend als Geen ja, geen nee en geen euh): De teamcaptains interviewen elkaar elk 1 minuut(in Nederland wordt een willekeurig teamlid geïnterviewd door de presentator) De geïnterviewde mag de woorden ja, nee en euh niet gebruiken en geen lange stiltes laten vallen. Per fout gaan 2 punten af van het startaantal van 20 punten(in Nederland 1 punt van het startaantal van 3 punten).
- Het schoolbord: De teamcaptains krijgen kaartjes met daarop de namen van plaatsen of bekende Vlamingen. Door te tekenen op een schoolbord proberen ze hun team duidelijk te maken waarover het gaat.

## Seizoen 1
| #  | Datum            | Team         | BV (20-29)           | BV (30-39)           | BV (40+)         | Kijkcijfers |
| 1  | 16 oktober 2010  | Team Staf    | Lynn Pelgroms        | Wouter Van Bellingen | Koen Wauters     | 639.342     |
| 1  | 16 oktober 2010  | Team Mathias | Guillaume Devos      | Tanja Dexters        | Eric Melaerts    | 639.342     |
| 2  | 23 oktober 2010  | Team Staf    | Rik Verheye          | Anke Buckinx         | Herbert Flack    | 744.320     |
| 2  | 23 oktober 2010  | Team Mathias | Gaëlle Six           | Pieter Loridon       | Jan Verheyen     | 744.320     |
| 3  | 30 oktober 2010  | Team Staf    | Nathalie Meskens     | Sam Gooris           | Jan Hoet         | 708.833     |
| 3  | 30 oktober 2010  | Team Mathias | Bram Van Outryve     | Bart Wellens         | Stany Crets      | 708.833     |
| 4  | 6 november 2010  | Team Staf    | Nathalie Meskens     | Filip Meirhaeghe     | Carry Goossens   | 609.701     |
| 4  | 6 november 2010  | Team Mathias | Arne Vanhaecke       | Tania Kloek          | Rik Torfs        | 609.701     |
| 5  | 13 november 2010 | Team Staf    | Jelle van Dael       | Geena Lisa           | Leo Van der Elst | 667.607     |
| 5  | 13 november 2010 | Team Mathias | Sofie Van Moll       | Gunther Levi         | Eric Melaerts    | 667.607     |
| 6  | 20 november 2010 | Team Staf    | Stoffel Bollu        | Jeroen De Pauw       | Wendy Van Wanten | 609.131     |
| 6  | 20 november 2010 | Team Mathias | Anthony Arandia      | Dina Tersago         | Sergio           | 609.131     |
| 7  | 27 november 2010 | Team Staf    | Jo Hens              | Roel Vanderstukken   | Paul Ambach      | 668.117     |
| 7  | 27 november 2010 | Team Mathias | Sofie Truyen         | Kürt Rogiers         | Zaki             | 668.117     |
| 8  | 4 december 2010  | Team Staf    | Leander Vyvey        | An Jordens           | Johan Terryn     | 683.706     |
| 8  | 4 december 2010  | Team Mathias | Melvin Klooster      | Hanne Troonbeeckx    | Jacques Vermeire | 683.706     |
| 9  | 11 december 2010 | Team Staf    | Serge De Marre       | Wim Soutaer          | Albert Verdeyen  | 564.736     |
| 9  | 11 december 2010 | Team Mathias | Tom Dice             | Tanja Dexters        | Coco Jr.         | 564.736     |
| 10 | 18 december 2010 | Team Staf    | Lotte Vannieuwenborg | Wouter Van Bellingen | David Davidse    | 655.735     |
| 10 | 18 december 2010 | Team Mathias | Sofie Engelen        | Sven De Ridder       | Jan Verheyen     | 655.735     |
| 11 | 1 januari 2011   | Team Staf    | Tom De Cock          | Dieter Coppens       | Piet Huysentruyt | geen top 10 |
| 11 | 1 januari 2011   | Team Mathias | Anthony Arandia      | Kelly Pfaff          | Sergio           | geen top 10 |

## Seizoen 2
| # | Datum         | Team         | BV                   | BV                      | BV               | Kijkcijfers |
| 1 | 9 april 2011  | Team Staf    | Niko Van Driessche   | Showbizz Bart           | Jacques Vermeire | 520.038     |
| 1 | 9 april 2011  | Team Mathias | Brahim Attaeb        | Geena Lisa              | Jo De Poorter    | 520.038     |
| 2 | 16 april 2011 | Team Staf    | Anthony Arandia      | Dina Tersago            | Bert Anciaux     | 573.261     |
| 2 | 16 april 2011 | Team Mathias | Astrid Demeure       | Katja Retsin            | Alain Grootaers  | 573.261     |
| 3 | 23 april 2011 | Team Staf    | Eva Daeleman         | Kelly Pfaff             | Johan Terryn     | 431.661     |
| 3 | 23 april 2011 | Team Mathias | Brahim Attaeb        | Chris Van Espen         | Eva Brems        | 431.661     |
| 4 | 30 april 2011 | Team Staf    | Anke Buckinx         | Bert Gabriëls           | Freddy De Kerpel | 507.072     |
| 4 | 30 april 2011 | Team Mathias | Gerrit De Cock       | Evi Hanssen             | Eric Melaerts    | 507.072     |
| 5 | 7 mei 2011    | Team Staf    | Bert Verbeke         | Kris Wauters            | Walter Capiau    | 408.429     |
| 5 | 7 mei 2011    | Team Mathias | Steven De Lelie      | Anja Daems              | Mark Vanlombeek  | 408.429     |
| 6 | 14 mei 2011   | Team Staf    | Born Crain           | Showbizz Bart           | Manou Kersting   | 497.365     |
| 6 | 14 mei 2011   | Team Mathias | Arne Vanhaecke       | Belle Pérez             | Selahattin Koçak | 497.365     |
| 7 | 21 mei 2011   | Team Staf    | Sandrine             | Youssef El Mousaoui     | Freddy De Kerpel | 433.377     |
| 7 | 21 mei 2011   | Team Mathias | Dimitri Vantomme     | Saartje Vandendriessche | Carl Huybrechts  | 433.377     |
| 8 | 28 mei 2011   | Team Staf    | Heidi Van Tielen     | Jan Bosman              | Jan Verheyen     | 551.892     |
| 8 | 28 mei 2011   | Team Mathias | Kevin Van der Perren | Barbara Dex             | Bart Kaëll       | 551.892     |

## Seizoen 3
In seizoen 3 won Staf Coppens slechts 1 aflevering. De andere 7 afleveringen werden allemaal gewonnen door Mathias.
| # | Datum         | Team         | Groep                 | BV                   | BV                        | BV                 | Score | Kijkcijfers |
| 1 | 23 maart 2012 | Team Staf    | Echte kampioenen      | Gella Vandecaveye    | Ludo Dierckxsens          | Leo Van Der Elst   | 63    | 611.306     |
| 1 | 23 maart 2012 | Team Mathias | F.C. De Kampioenen    | An Swartenbroekx     | Herman Verbruggen         | Danni Heylen       | 59    | 611.306     |
| 2 | 30 maart 2012 | Team Staf    | Thuis                 | Lotte Vannieuwenborg | Sally-Jane Van Horenbeeck | Janine Bischops    | 64    | 627.129     |
| 2 | 30 maart 2012 | Team Mathias | Familie               | Guillaume Devos      | Caroline Maes             | Martine Jonckheere | 81    | 627.129     |
| 3 | 6 april 2012  | Team Staf    | Antwerpen             | Karen Damen          | Sven De Ridder            | Carl Huybrechts    | 95    | 626.172     |
| 3 | 6 april 2012  | Team Mathias | West-Vlaanderen       | Lotte Pinoy          | Maaike Cafmeyer           | Renaat Landuyt     | 152   | 626.172     |
| 4 | 13 april 2012 | Team Staf    | Vrouwen               | Katja Retsin         | Lien Willaert             | Nicole Josy        | 53    | 596.671     |
| 4 | 13 april 2012 | Team Mathias | Mannen                | Jan Schepens         | Jan Verheyen              | Hugo Sigal         | 66    | 596.671     |
| 5 | 20 april 2012 | Team Staf    | Presentatoren         | Sean Dhondt          | Sergio                    | Willy Sommers      | 54    | 673.108     |
| 5 | 20 april 2012 | Team Mathias | Presentatrices        | Gaëlle Garcia Diaz   | Geena Lisa                | Anne De Baetzelier | 55    | 673.108     |
| 6 | 27 april 2012 | Team Staf    | Radio 2               | Ilse Van Hoecke      | Anja Daems                | Christel Van Dyck  | 65    | 584.098     |
| 6 | 27 april 2012 | Team Mathias | JOEfm                 | Jan Bosman           | Alexandra Potvin          | Leen Demaré        | 76    | 584.098     |
| 7 | 4 mei 2012    | Team Staf    | jongere broers/zussen | Ella Leyers          | Heidi Van Tielen          | Koen Wauters       | 43    | 580.098     |
| 7 | 4 mei 2012    | Team Mathias | oudere broers/zussen  | Dorien Leyers        | Erika Van Tielen          | Kris Wauters       | 65    | 580.098     |
| 8 | 11 mei 2012   | Team Staf    | dochters Pfaff        | Kelly Pfaff          | Debby Pfaff               | Lyndsey Pfaff      | 60    | 563.892     |
| 8 | 11 mei 2012   | Team Mathias | schoonbroers Pfaff    | Sam Gooris           | Nicolas Liébart           | Dave Volders       | 73    | 563.892     |